# 都民第一會
都民第一会（日语：／ Tomin Fāsuto no kai */?，或稱都民优先会），是日本的政治團體，成立於2017年1月23日，為以东京都為活動範圍的地方型政黨，簡稱「都民」、「都民Fa」（都民ファ）或「都民F」。由於現任東京都知事小池百合子是該黨成立的靈魂人物，因此也常被日本媒體稱為「小池新黨」。現為東京都議會第二大派系，在參眾兩院則與日本維新會以及國民民主黨合作。
創黨時期的首任代表（黨魁）是時任東京都知事特別秘書（政策擔當）的野田數，他在小池百合子任職眾議員時即擔任其祕書，當時仍具自民黨籍的小池則僅任該黨的「特別顧問」。2017年6月1日，小池百合子正式退出自民黨，並且親自出任代表。
2017年7月2日舉行的東京都議會選舉，代表都民出選的50名候選人裡有49人當選（唯一落選的候選人是在島嶼部選區參選的候選人，該選區由自民黨候選人勝出），成為東京都議會內的最大黨。若連同在都議會支持都民的公明黨、東京生活者網絡、以及受都民支持的獨立人士，支持都民的「小池派」在都議會中獲得79席，超過64席的半數。而小池百合子以前所屬的自民黨的議席則大幅削減至23席，跌破1965年及2009年都議會選舉中的最低紀錄（38席）。而小池在選後第二日（7月3日）表示想專心於東京都事務，宣布辭任黨主席。
2017年10月3日，都民在東京都北區的議員音喜多駿及江戶川區的上田令子因質疑該黨的方向及營運體制（包括不滿在9月只由小池在內的執行部三人決定由代表中野區的荒木千陽出任黨代表，而不諮詢其他該黨議員等），宣布在10月5日遞交退黨申請。

## 沿革

### 設立
2016年7月31日的東京都知事選舉，當時未能獲得自民黨提名的眾議院議員小池百合子以保有黨籍的情況下獨立參選，透過瞄準前任者舛添要一的醜聞並批評自民黨主宰的都議會體質獲得民眾支持，大勝自民黨推薦的增田寬也拿下都知事寶座。小池當選後以「都民第一」為口號提出都議會改革，和「閃耀Tokyo」的音喜多駿、兩角穰、上田令子等人，以及舊眾人之黨非自民保守勢力等，於9月15日表達組成政治塾的意向。9月16日，由自民黨豐島區議會議員本橋弘隆出任代表者、音喜多駿擔任會計責任者，向東京都選舉管理委員會提出創立政治團體「都民第一會」。
2016年9月20日，都民第一會成立。名稱取自於小池當選後的口號。12月13日，遭到自民黨東京都連合會除名的五名豐島區議員退出區議會自民黨團，並由本橋弘隆出任幹事長組成新黨團「都民第一會豐島區議團」。2017年1月23日，都民成為區域政黨，「閃耀Tokyo」更名為「都民第一會　東京都議團」。黨代表由小池的政務擔當特別秘書野田數出任，4月28日小池出任特別顧問。
2017年2月5日的千代田區長選舉，是都民的首場選舉。千代田區是小池與前知事猪瀨直樹戲稱「都議會的殿下」的自民黨籍都議內田茂地盤，媒體將之稱為「小池與內田的代理戰爭」。小池支持的現任區長石川雅己大勝自民黨推薦的與謝野馨之甥與謝野信。選後。內田宣布不再角逐下屆都議選並退出政界。
2月20日，脫離自民黨的兩名都議加入都民第一會，黨團達到五人，取得都議會的代表質詢權。

### 2017年東京都議會議員選舉
2016年10月30日，小池主導的政治塾「希望之塾」開設，都議選的新人候選人將從塾生中選出。
2017年4月10日，都民第三次修改規約。刪除總會規定，黨代表由代表選考委員會選出，代表以外的委員由代表指名。
2017年4月11日發表政黨綱領，5月3日公布都議選部分宣言，5月23日都議選宣言全部公開。內容包含「議會改革」與「制定二手煙防止條例」等13條基本政策。
5月30日，尚未脫離自民黨的小池表示將出任都民第一會代表，6月1日向自民黨提出脫黨申請，但自民黨決定保留至都議選結束。之後在「都民第一會 都議選總決起集會」中，小池宣告「為了展現推動東京大改革的決心，出任都民第一會的代表一職」，正式就任。
本次都議選，都民以希望之塾塾生為首，加上從自民黨與民進黨加入的現任都議，提出50人的候選名單，並與公明黨23人與東京·生活者網路1人進行選舉合作，還支持脫離民進黨等的11名無所屬候選人。7月2日，除了島嶼部選舉區敗給自民黨現任議員以外，其餘49人全部當選。六名獲得推薦的民進黨出身無所屬候選人也在選後加入都民第一會，使得席次增至55席，從自民黨手中成功奪下都議會第1大黨。加上在選舉中合作的公明黨23席與生活者網路1席，小池勢力一舉拿下議會過半。
隔天，小池與野田的委員會決議野田回鍋代表，小池再任特別顧問。小池在同日記者會公布此項人事異動，表示將「專注在知事一職」。同日，自民黨同意小池的離黨申請。
小池在該次的記者會中也否認將跨入國政領域，但在8月2日的富士電視台專訪中表明正準備在國政選舉中提名候選人。
7月11日，公布黨職人事。
- 幹事長:增子博樹（日语：増子博樹）（民進黨出身）
- 政調會長:山內晃（日语：山内晃）（自民黨出身）
- 總務會長:荒木千陽（日语：荒木千陽）（小池前秘書）

都民第一會當選者，除了其他政黨出身者以外，黨方多以議員無經驗、或是不習慣取材等理由避免成員在媒體前失言，更發放媒體問答集給所屬議員。

### 國政進出
與小池一同脫離自民黨的眾議院議員若狹勝在7月13日成立以都民第一會為母體的政治團體「日本第一會」。黨名曾規劃為「國民第一會」，但因已有同名政治團體，會造成混淆而作罷。小池雖未加入，但在9月16日就任該會政治塾「輝照塾」的講師。
9月10日，代表野田為了專心在知事特別秘書而辭職，總務會長荒木千陽繼任。
9月20日，在築地市場移轉問題等議題上協助小池都知事的前青山學院大學教授小島敏郎於19日辭去東京都顧問，就任政務調査會事務總長。
若狹持續推動以「日本第一會」為母體的國政新黨，並接觸脫離民進黨的細野豪志與遭到日本維新會除名的渡邊喜美，但眾議院解散選舉迫在眉睫，9月25日小池宣布組成國政政黨『希望之黨』，27日舉行記者會。
9月28日，民進黨表示期望與希望之黨整合。
10月5日，希望之黨與都民第一會締結政策協定，並在第48回總選舉合作。
2017年10月5日，支持小池競選都知事的都議音喜多駿與上田令子舉行記者會反對政黨方針宣布退黨。
10月22日，希望之黨席次下滑，立憲民主黨拿下在野第一大黨。對此，都議會民進黨撤回與都民第一會整合的計畫。
日本第一會在2018年3月1日解散。

### 總選舉後
2017年11月12日，都內舉行葛飾區議會議員選舉，是總選舉後的首次區市町村選舉。都民第一會提名四名新人與舊民主黨所屬議員共5人，但當選的只有現任議員1人。
2018年2月25日的町田市議會議員選舉，現任的小關重太郎成功守住議席。同年4月15日的練馬區議會議員補選，提名兩人但未能拿下議席。練馬區是屬於小池都知事在眾議院議員時代的選區東京10區，落選的前議員候選人表示「浪潮已結束」。
2018年5月，在野黨重整造成希望之黨分裂。多數黨執行部成員與民進黨合併為國民民主黨，細野等人則成為無所屬。部分保守派議員組成新的希望之黨並邀請小池擔任特別顧問但遭到拒絕。小池表示「持續推動都政。（今後）避免參與國政」，表明遠離國政的立場。
2018年7月23日，公布2019年統一地方選舉候選名單，都民第一會所屬的現任區議10人獲得提名。之後舊眾人之黨的前區議等多名成員也獲得提名。
之後，都民第一會在都內各場選舉不斷挫敗。同年9月30日的品川區長選舉，與立憲民主黨、日本共產黨、自由黨共同推薦的前自民黨都議佐藤裕彥敗給自民黨、公明黨推薦的現任區長濱野健。同年12月23日，在2017年都議選2席全拿的西東京市，現任市議會議員瀧島喜重在市議會選舉中落選。
2019年1月7日，奧澤高廣、齋藤禮伊奈、森澤恭子三名都議以「無法理解都民第一會的黨中央政策與各選舉的決策」為由退黨。都議退黨者達五人。奧澤、齋藤、森澤將以無所屬活動並成立新黨團「無所屬　東京未來」。奧澤等三人表示退黨「非反對小池知事」，曾挽留三人的小池對此表示「可惜」「沒有大義」。之後三人向議長提出黨團申請，正式脫離都議會都民第一會黨團，2019年1月25日正式成立新黨團「無所屬　東京未來」。

### 第19回統一地方選舉
2019年3月，作為第19回統一地方選舉前哨戦的台東區議會議員選舉，都民第一會提名的兩名新人當選。
統一地方選舉後半的市區議選舉（4月14日公告、21日投開票），相對於在都內提名392人的自民黨，都民第一會僅提名28人。小池在選舉期間大力輔選，最終24人當選，席次大幅增加，然而四名新人未能當選也埋下未來的隱憂。現任12名候選人全員當選。
6月20日，公告創黨以來的首次黨代表選舉，僅有現任代表荒木參選，23日荒木宣布連任。

### 統一地方選舉後
5月9日，都民第一會候選人在足立區議會議員選舉中以吊車尾當選。
2020年1月26日的府中市長選舉，與自由民主黨、公明黨、社民黨共同推薦的現任市長高野律雄第三度當選。
同年5月17日的奧多摩町長選舉，該黨推薦的前町議會議長師岡伸公擊敗自由民主黨推薦的現任町長河村文夫，成功當選。
6月12日，小池宣布投入2020年東京都知事選舉追求連任。自民黨幹事長二階俊博等人雖表達支持小池連任，但由於小池未尋求政黨推薦，因此自民黨選擇讓黨員自主投票。這也被認為是小池為了來年都議選保留都民第一會能與自民黨對抗的空間。都民第一會雖也未對小池提供政黨推薦或支持，但黨代表荒木千陽仍出任小池陣營的選對本部長
。
同日進行的東京都議會議員補選（四選舉區），都民第一會推舉小池前秘書、前寶塚歌劇團成員天風いぶき參選北區選舉區。前次都議選與都民第一會合作的公明黨全面轉向支持自民黨候選人。
7月5日，小池以極大差距成功連任，天風則在五名候選人中名列第四。

## 政策

### 綱領
都民第一會提出「東京大改革」。定義如下。

「東京大改革」是指，為了首都東京的未來，在經濟、福祉、環境等各領域打造永續發展的社會，重新構建新東京。重現東京的魅力資產。提升國際競爭力。打造每個都民都能發揮、安心的社會。

### 其他
- 2017年9月的都議會定例會，為了即將到來的2020年東京奧運，與公明黨提出「兒童二手煙守護條例」，禁止在18歲以下孩童家庭的家內與車內吸煙[89]。

## 黨職

### 歷代代表一覧
| 代 | 代表 | 代表       | 在任期間                       | 備註               |
| -- | ---- | ---------- | ------------------------------ | ------------------ |
| 1  |      | 野田數     | 2017年1月23日 - 2017年6月1日   | 東京都知事特別秘書 |
| 2  |      | 小池百合子 | 2017年6月1日 - 2017年7月3日    | 東京都知事         |
| 3  |      | 野田數     | 2017年7月3日 - 2017年9月10日   | 東京都知事特別秘書 |
| 4  |      | 荒木千陽   | 2017年9月11日 - 2022年10月15日 | 東京都議會議員     |
| 5  |      | 森村隆行   | 2022年11月5日 - 現任           | 東京都議會議員     |

### 黨幹部
（2022年11月7日現在）
| 代表               | 森村隆行            |
| 特別顧問           | 小池百合子 荒木千陽 |
| 代理代表           | 成清梨沙子          |
| 副代表             | 樋口高顯 入江伸子   |
| 幹事長             | 尾島紘平            |
| 總務會長           | 後藤奈美            |
| 政務調査會長       | 福島理恵子          |
| 選舉對策本部長     | 村松一希            |
| 組織對策本部長     | 村松一希            |
| 廣報本部長         | 龍圓愛梨            |
| 女性活躍推進本部長 | 茜ヶ久保嘉代子      |

- 小池百合子出任非黨職的特別顧問。

## 選舉

### 地方政治
- 地方議員：58名（2021年9月現在）[90]
  - 東京都議會：31（都民第一會 東京都議團31）
  - 有席次的市區町村議會：27
    - 武藏野市1、三鷹市1、調布市1、府中市1、昭島市1、西多摩郡奧多摩町1、千代田區1、港區2、台東區2、品川區1、目黑區1、大田區1、世田谷區1、中野區2、豐島區6、練馬區2、北區1、足立區1

## 政治立場
小池百合子、野田數是日本會議支持的日本會議國會議員懇談會出身的右派政治家，其政治光譜被定為右派。不過，都民第一會也有許多民進黨與民主黨出身的政治家加入。

## 希望之塾
希望之塾是都民第一會的政治塾，由小池擔任塾長。

### 第1期
以發掘都議選候選人為目標，2016年10月30日至2017年3月4日舉行六次講課，講師包含前都知事猪瀨直樹、名古屋市長河村隆之、埼玉縣知事上田清司等。學費男性5萬日圓，女性4萬日圓，25歲以下3萬日圓，共計3747人參加。

### 第2期
以發掘都內區市町村議選候選人為目標，原先預定在2017年10月29日開課，之後延至11月12日，接著再次延到隔年春季。2018年6月希望之塾網頁關閉，2期報名人數不足100人。
類似名稱的政治塾還有松澤成文的新希望之黨「希望之黨政治塾」（2018年9月開講），小池未參加。

## 友好政黨
- 希望之黨 - 2017年9月25日由小池百合子出任代表的國政政黨，但與都民不屬於同一政黨組織。
- 公明黨 - 國政與自民黨結盟，但在2017年3月13日宣布與都民第一會在都議選中合作[98]。並在都議會推動政策合作。不過在都議選翌日的黨代表山口那津男與自民黨總裁安倍晉三的首腦會談中，在國政層級依然維持自公連立政權[99]。2017年9月希望之黨成立，公明黨開始準備取消都政合作，2017年11月14日都議會公明黨幹事長東村邦浩宣布解除與都民的合作關係並退出知事友黨[100]。
- 東京·生活者網路（日语：東京・生活者ネットワーク） - 2017年4月21日針對都議選締結政策合作協定，都民會推薦一名生活者網路提名候選人[101]。
- 減稅日本（日语：減税日本） - 愛知縣與名古屋市為中心的區域政黨。擔任黨代表的名古屋市長河村隆之與小池友好，曾在希望之塾擔任講師並在2017年都議選中助選。河村最終的目標是兩黨整合，小池亦表示正向看法[102][103]。

## 支援團體
- 連合東京（日语：日本労働組合総連合会東京都連合会） - 日本勞動組合總連合會（日语：日本労働組合総連合会）（連合）的東京支部、2017年4月7日達成合作協議（原為民進黨支持組織）[104]。不過連合也同時支持民進黨候選人。

### 備註
1. ↑  由於未達政黨要件因此在法律上為政治團體。
2. ↑  黨規約明訂「黨幹部人事由委員會決定」。
3. ↑  2017年都議選時後藤輝樹成立「國民第一會」參選。
4. ↑  代表選考委員會依據規約由增子博樹幹事長、山內晃政務調査會長・小池百合子特別顧問三人組成--. THE PAGE. 2017-09-13  [2017-09-27]. （原始内容存档于2017-09-27）.

### 資料來源
1. ↑   (PDF). 都民ファーストの会.   [2017-09-27]. （原始内容存档 (PDF)于2017-09-27）.
2. 1 2 3  綱領 （页面存档备份，存于） 都民ファーストの会 公式サイト. 2019年2月22日閲覧。
3. ↑  Shin Kawashima. . The Diplomat (東京). July 28, 2017  [February 22, 2019]. （原始内容存档于2019-02-22） （英语）.
4. 1 2 3  Jeff Kingston. . 日本時報 (東京). August 26, 2017  [February 22, 2019]. （原始内容存档于2019-02-22） （英语）.
5. 1 2 3  Yuen, Stacey. . Forbes. 21 February 2020  [19 October 2017]. （原始内容存档于2021-12-25）.
6. ↑  都民ファーストの会.  (PDF).   [2017-08-31]. （原始内容存档 (PDF)于2017-08-22）.
7. ↑  Gregory W. Noble. . East Asia Forum. 13 July 2019  [2019-09-15]. （原始内容存档于2019-07-19）. ... The Japanese Communist Party, two small centre-right regional groupings — Tokyoites First Party and Osaka-based Japan Innovation Party (Ishin) ...
8. ↑  . 東洋経済オンライン. Toyo Keizai. 2017-08-18  [2021-12-26]. （原始内容存档于2022-05-16） （日语）.
9. ↑  . 日經中文網. 2017-07-03  [2017-07-03]. （原始内容存档于2017-07-05） （中文（简体））.
10. ↑  . 日經中文網. 2017-06-20  [2017-07-03]. （原始内容存档于2017-06-23） （中文（简体））.
11. ↑  Nozomu Takeuchi. . 每日新聞 (毎日新聞社). March 5, 2019  [2019-08-26]. （原始内容存档于2019-08-25） （英语）. Her local Tomin First no Kai (Tokyoites First) party then swept to victory in the metropolitan assembly elections the following year, again sending many LDP candidates to defeat.
12. ↑  原田英美. . コトバンク 知恵蔵. 2017  [2019-08-26]. （原始内容存档于2019-08-25）.
13. ↑  「ファ」是英文「First」的日文轉寫簡寫。
14. 1 2  都民ファーストの会　小池百合子氏が特別顧問に （页面存档备份，存于）産経新聞 2017年4月28日
15. ↑  . 日本經濟新聞. 2017-02-06. （原始内容存档于2017-10-02）.
16. ↑  . 産経新聞. 2017年4月28日  [2017年7月2日]. （原始内容存档于2017年5月13日） （日语）.
17. ↑  . 日本経済新聞. 2017年6月1日  [2017年7月2日]. （原始内容存档于2017年7月5日） （日语）.
18. ↑  . 毎日新聞.   [2017-07-02]. （原始内容存档于2018-07-13） （日语）.
19. ↑  . 朝日新聞デジタル.   [2017-07-03]. （原始内容存档于2017-07-03） （日语）.
20. ↑  . 毎日新聞.   [2017-10-03]. （原始内容存档于2017-10-03） （日语）.
21. 1 2 3 4  . 體育報知. 2016-09-21  [2017-07-10]. （原始内容存档于2017-09-14）.
22. ↑  . 每日新聞. 2016-12-13  [2017-07-10]. （原始内容存档于2017-09-14）.
23. ↑  都民ファーストの会、現職都議3人と豊島区議1人を1次公認 （页面存档备份，存于）フジテレビ 2017年1月24日
24. ↑  【東京都議選】地域政党「都民ファーストの会」始動　事実上の“小池新党”旗揚げ　現職と新人の計4人公認 （页面存档备份，存于）産経新聞 2017年1月23日
25. ↑  北爪三記. . 東京新聞. 2017-01-23  [2017-01-28]. （原始内容存档于2017-02-02）.
26. ↑  千代田区長選：小池氏支援の現職が勝利…自民推薦に大差  （页面存档备份，存于）毎日新聞 2017年2月5日
27. ↑  「都議会のドン」内田茂氏、7月都議選に立候補せず （页面存档备份，存于）朝日新聞 2017年2月25日
28. ↑  都民ファーストに合流＝自民離党の2都議 （页面存档备份，存于） - 時事ドットコム 2017年2月20日
29. ↑  小池都知事の政治塾開講＝2900人参加、新党へ布石も （页面存档备份，存于）時事通信 2016年10月30日
30. ↑  . 弁護士ドットコムニュース. 2017-09-22  [2017-09-27]. （原始内容存档于2017-09-27）.
31. ↑  . 2017-09-22  [2017-09-27]. （原始内容存档于2017-09-27）.
32. ↑  都民ファーストの会が勉強会 党の綱領も発表 （页面存档备份，存于）NHK 2017年4月11日
33. ↑  都民ファーストの会が公約発表「議会棟で禁煙実施」 （页面存档备份，存于）日刊スポーツ 2017年5月24日
34. ↑  小池知事 6・1 都民ファースト代表就任「志と政策を実行」 - Sponichi Annex、2017年5月30日、同月31日閲覧
35. ↑  小池知事 自民党に離党届を提出 （页面存档备份，存于）NHK 2017年6月1日
36. ↑  小池知事が離党届　自民党は都議選後に判断 （页面存档备份，存于）日テレNEWS24 2017年6月1日
37. ↑  小池氏が代表就任　都民ファーストの会 （页面存档备份，存于）日本経済新聞 2017年6月1日
38. 1 2  自民、歴史的惨敗の23議席…小池氏勢力過半数 （页面存档备份，存于）讀賣新聞 2017年7月3日02時16分
39. ↑  小池氏、都民ファースト代表辞任　「知事に専念」 （页面存档备份，存于） 日本経済新聞 2017年7月3日
40. ↑  . 產經新聞. 2017-07-03  [2017-07-03]. （原始内容存档于2017-07-03）.
41. ↑  . 産経新聞. 2017-07-03  [2017-07-04]. （原始内容存档于2017-08-07）.
42. ↑  小池氏、都民ファ代表辞任　「知事に専念」国政は否定[永久]中日新聞 2017年7月3日
43. ↑  小池都知事、「都フ」国政へ準備 （页面存档备份，存于） FNNNEWS(フジテレビ) 2017年8月2日
44. ↑  . 産経新聞. 2017-07-12  [2017-07-15]. （原始内容存档于2017-09-27）.
45. ↑  . 朝日新聞. 2017-07-17  [2017-07-17].[]
46. ↑  <独自>都民ファが「想定問答集」　議員の働き封じる懸念も  （页面存档备份，存于）TOKYOMX 2017年8月24日
47. ↑  . 毎日新聞. 2017-08-07  [2017-08-07]. （原始内容存档于2017-08-07）.
48. ↑  . 日本経済新聞. 2017-08-08  [2017-10-07]. （原始内容存档于2017-10-07）.
49. ↑  . 毎日新聞. 2017-09-16  [2017-09-16]. （原始内容存档于2017-09-16）.
50. ↑  . 産経新聞. 2017-09-11  [2017-09-11]. （原始内容存档于2017-09-11）.
51. ↑  . 産経新聞. 2017-09-19  [2017-09-30]. （原始内容存档于2017-09-30）.
52. ↑  . 日本経済新聞. 2017-09-21  [2017-09-30]. （原始内容存档于2013-11-18）.
53. ↑  若狭氏が多数接触　細野氏、長島氏、松沢氏参加か （页面存档备份，存于）日刊スポーツ 2017年8月8日
54. ↑  . ニッカンスポーツ・コム. 日刊スポーツ新聞社. 2017-09-25  [2017-09-25]. （原始内容存档于2017-09-25）.
55. ↑  希望の党 小池代表が会見 「日本をリセットする」 （页面存档备份，存于）NHK 2017年9月27日
56. ↑  . 時事ドットコム. 2017-09-28  [2017-11-13]. （原始内容存档于2017-09-28）.
57. ↑  . NHK. 2017-10-05  [2017-10-06]. （原始内容存档于2017-10-06）.
58. ↑  . 時事通信. 2017-10-05  [2017-10-05]. （原始内容存档于2017-10-05）.
59. ↑  . 毎日新聞. 2017-10-25  [2017-11-13]. （原始内容存档于2017-11-13）.
60. ↑   (PDF) (新闻稿). 総務省. 2018-12-28  [2020-04-04]. （原始内容存档 (PDF)于2018-12-29）.
61. ↑  . 産経新聞. 2017-11-13  [2017-11-13]. （原始内容存档于2017-11-13）.
62. ↑  町田市議会議員選挙（2018年2月25日投票） （页面存档备份，存于）政治山
63. ↑  . 産経新聞. 2018-04-16  [2018-04-23].[]
64. ↑  . 産経新聞. 2018-05-09  [2020-04-04]. （原始内容存档于2018-05-09）.
65. ↑  . 毎日新聞. 2018-05-07  [2020-04-04]. （原始内容存档于2020-07-08）.
66. ↑  平成31年執行　統一地方選挙　都民ファーストの会　公認候補予定者決定（1次公認） （页面存档备份，存于）（PDF）2018年7月23日　都民ファーストの会プレスリリース
67. ↑  平成31年執行　統一地方選挙　都民ファーストの会　公認候補予定者決定（8次公認） （页面存档备份，存于）（PDF）2018年12月18日　都民ファーストの会プレスリリース
68. ↑  品川区長に浜野氏４選 （页面存档备份，存于）2018年10月1日　産経新聞
69. ↑  西東京市議会議員選挙（2018年12月23日投票） （页面存档备份，存于）政治山
70. ↑  都民ファースト３議員が離党＝「政策決定が不明瞭」－東京都議会 （页面存档备份，存于）2019年1月7日　時事ドットコムニュース
71. ↑  都民ファの都議３人が離党届　「党の意思決定が不明瞭」 （页面存档备份，存于）2019年1月7日　朝日新聞
72. ↑  都民ファーストから３人離党へ　「意思決定過程が不明瞭」と執行部批判 （页面存档备份，存于）2019年1月7日　産経新聞
73. ↑  「都民ファーストの会」3人離党　小池知事「大義がない」 （页面存档备份，存于）2019年1月7日　FNNPRIME
74. ↑  . 日本経済新聞. 2019-01-25  [2019-01-25]. （原始内容存档于2019-01-25）.
75. ↑  台東区議会議員選挙開票速報 （页面存档备份，存于）2019年3月18日　台東区選挙管理委員会事務局
76. ↑  台東区議会議員選挙（2019年3月17日投票）｜政治山 （页面存档备份，存于）政治山
77. ↑  . 朝日新聞. 2019-04-17  [2019-05-04]. （原始内容存档于2019-05-03）.
78. ↑  . 日刊スポーツ. 2019-04-22  [2019-05-04]. （原始内容存档于2019-05-04）.
79. ↑  . 時事通信. 2019-04-22  [2019-05-04]. （原始内容存档于2019-04-22）.
80. ↑  . NHK NEWS WEB. 2019-04-22  [2019-05-04]. （原始内容存档于2019-04-23）.
81. ↑  . 日本経済新聞. 2019-06-20  [2019-06-23]. （原始内容存档于2019-06-21）.
82. ↑  . 産経新聞. 2019-06-23  [2019-06-23]. （原始内容存档于2019-06-23）.
83. ↑  服部展和. . 東京新聞. 2020-05-18  [2020-05-18]. （原始内容存档于2020-05-25）.
84. ↑  . 産経新聞. 2020-06-13  [2020-06-20]. （原始内容存档于2021-04-18）.
85. ↑  . 毎日新聞. 2020-06-14  [2020-06-20]. （原始内容存档于2021-02-14）.
86. ↑  . 東京新聞. 2020-06-25  [2020-07-06]. （原始内容存档于2021-02-14）.
87. ↑  . 毎日新聞. 2020-06-04  [2020-07-06]. （原始内容存档于2021-02-14）.
88. ↑  . 毎日新聞. 2020-07-05  [2020-07-06]. （原始内容存档于2021-02-14）.
89. ↑  . 読売新聞. 2017-09-20  [2020-04-04]. （原始内容存档于2017-09-20）.
90. ↑  所属議員・支部長　都民ファーストの会 （页面存档备份，存于）の情報による。
91. ↑  . 日本経済新聞. 2017-06-08  [2020-04-04]. （原始内容存档于2019-05-02）.
92. ↑  . 東京新聞. 2017-06-22  [2020-04-04]. （原始内容存档于2018-06-15）.
93. ↑  . 毎日新聞. 2017-03-05  [2020-04-04]. （原始内容存档于2018-07-16）.
94. ↑  . 毎日新聞. 2017-11-16  [2020-04-04]. （原始内容存档于2019-04-13）.
95. ↑  . 毎日新聞. 2017-10-30  [2020-04-04]. （原始内容存档于2019-05-08）.
96. ↑  . 日刊ゲンダイ. 2018-06-02  [2020-04-04]. （原始内容存档于2018-07-16）.
97. ↑  . 産経新聞. 2018-07-12  [2020-04-04]. （原始内容存档于2020-07-08）.
98. ↑  公明と都民ファーストの会が政策合意 選挙協力へ （页面存档备份，存于）NHK 2017年3月13日
99. ↑  自民・公明　連立維持を確認フジテレビ 2017年7月3日
100. ↑  . 毎日新聞. 2017-11-14  [2017-11-14]. （原始内容存档于2017-11-14）.
101. ↑  . 時事通信. 2017-04-21  [2017-05-30]. （原始内容存档于2017-09-28）.
102. ↑  小池知事、河村市長から新党ラブコール　連携には前向き （页面存档备份，存于）朝日新聞 2016年12月10日
103. ↑  名古屋の河村市長、都議選で都民ファーストの会を応援へ （页面存档备份，存于）朝日新聞 2017年6月20日
104. ↑  連合東京、都議選で「小池新党」支援へ　合意書締結 （页面存档备份，存于） 2017年4月7日 日本経済新聞

## 外部連結
- 东京都居民第一会 官方網站 （页面存档备份，存于）
- 希望的塾 官方網站